# Jana Pittman
Jana Pittman, (Sydney, 9 november 1982) is een voormalige Australische atlete, die is gespecialiseerd in de 200 m, 400 m en 400 m horden. Ze won goud op de 400 m horden op de Gemenebestspelen in 2002 en 2006 en de wereldkampioenschappen in 2003 en 2007. Ze was ook lid van het Australische team dat goud won op de 4 x 400 m estafette op de Gemenebestspelen 2002 in Manchester, samen met haar teamgenotes Tamsyn Lewis, Cathy Freeman en Lauren Hewitt. Ze nam bovendien tweemaal deel aan de Olympische Spelen.

## Biografie

### Eerste successen als junior
Pittman won de 400 m horden op de WK voor B-junioren in Bydgoszcz in 1999. Dat jaar sloeg zij bij de nationale jeugdkampioenschappen een drievoudige slag door kampioene te worden op de 200 m, 400 m en 400 m horden. In 2000 was ze de eerste vrouw ooit die de 400 m- en 400 m hordendubbel won bij een IAAF of IOC kampioenschap - in haar geval de wereldkampioenschappen voor junioren van 2000 in Chili. Op het hordennummer versloeg zij hierbij de Nederlandse Marjolein de Jong, die het zilver veroverde.
Datzelfde jaar kwalificeerde zij zich eveneens voor de 400 m horden op de Olympische Spelen, die in eigen land werden gehouden. Dat leverde haar echter geen voordeel op. In haar serie werd zij derde in 56,76 s en daarmee was zij uitgeschakeld. Daarnaast maakte Jana Pittman ook deel uit van het Australische team dat uitkwam op de 4 x 400 m estafette. Dit bestond verder uit Tamsyn Lewis, Susan Andrews en Nova Peris-Kneebone. Het team werd in haar serie tweede in 3.24,05, een Oceanisch record. In de finale werd Pittman echter vervangen door Melinda Gainsford-Taylor en dit viertal finishte hierin als vijfde, waarbij het Oceanische record van de dag ervoor alweer scherper werd gesteld tot 3.23,81.
Jana Pittman is een alumna van de Mount Saint Benedict in West Sydney en ging naar de Matthew Pearce basisschool.

### Successen en knieblessure
Het jaar 2001 was een tegenvallend jaar voor Pittman. In dit jaar zonder grote kampioenschappen bleef ze verwijderd van haar persoonlijke record dat stond op 55,20. Dit maakte ze de twee jaren daarna weer goed: in 2002 liep ze voor het eerst onder de 55 seconden, in juni sprintte ze in de series van de Gemenebestspelen in Manchester naar 54,14. In de finale werd ze vrij ruim eerste. In 2003 verbeterde ze haar persoonlijke record met nog bijna een seconde tot 53,22, wat ze wederom deed bij een groot kampioenschap. Tijdens de wereldkampioenschappen in Parijs liep ze in de finale met de tijd die sindsdien haar PR is, 53,22, naar de overwinning.
Net voor de Olympische Zomerspelen 2004 in Athene blesseerde Jana zich aan haar rechterknie tijdens een warming-up voor een baanwedstrijd in Zürich. Pittman was de favoriete voor de 400 m horden. Na een operatie in Londen een week voor de start van de Spelen, liep ze naar een vijfde plaats in de finale.
De kritiek van teamgenote Tamsyn Lewis op de mediapubliciteit rond Jana en haar knie (deze kwam op de voorkant van alle tabloids) was de voorloper van de huidige vijandschap tussen de twee.

### Huwelijk met Chris Rawlinson
Na een blessure die haar bijna verhinderde om deel te nemen aan de Olympische Spelen, overkwamen haar verschillende andere blessures en pijntjes, die het haar onmogelijk maakten mee te doen aan de WK van 2005. Een jaar later, tijdens de Gemenebestspelen in haar thuisland, was ze echter wel van de partij en pakte ze zowel het goud op de 400 m horden als de 4 x 400 m estafette.
Op 31 maart 2006 trouwde Jana met Chris Rawlinson op het Morningstar landgoed op de Mornington Peninsula, Victoria. Chris Rawlinson, ook een 400 m hordenspecialist, was Jana's persoonlijke coach sinds 2004. Net zoals bij landgenoot Lleyton Hewitt werden de trouwfoto's exclusief verkocht aan het Australische vrouwenblad Women's Weekly. Op 14 december 2006 werd het eerste kind, zoon Cornelis Levi, van het koppel geboren.
In april 2009 besloten Chris Rawlinson en Jana Pittman uit elkaar te gaan, wat uiteindelijk in begin 2010 werkelijk gebeurde. Enkele maanden later, in april met Pasen hertrouwden ze weer. Ook dit huwelijk hield het niet vol, in april 2011 scheidden Pittman en Rawlinson opnieuw. In de getrouwde periodes, vanaf maart 2006, had Jana Pittman ook de naam Jana Rawlinson en Jana Pittman-Rawlinson.

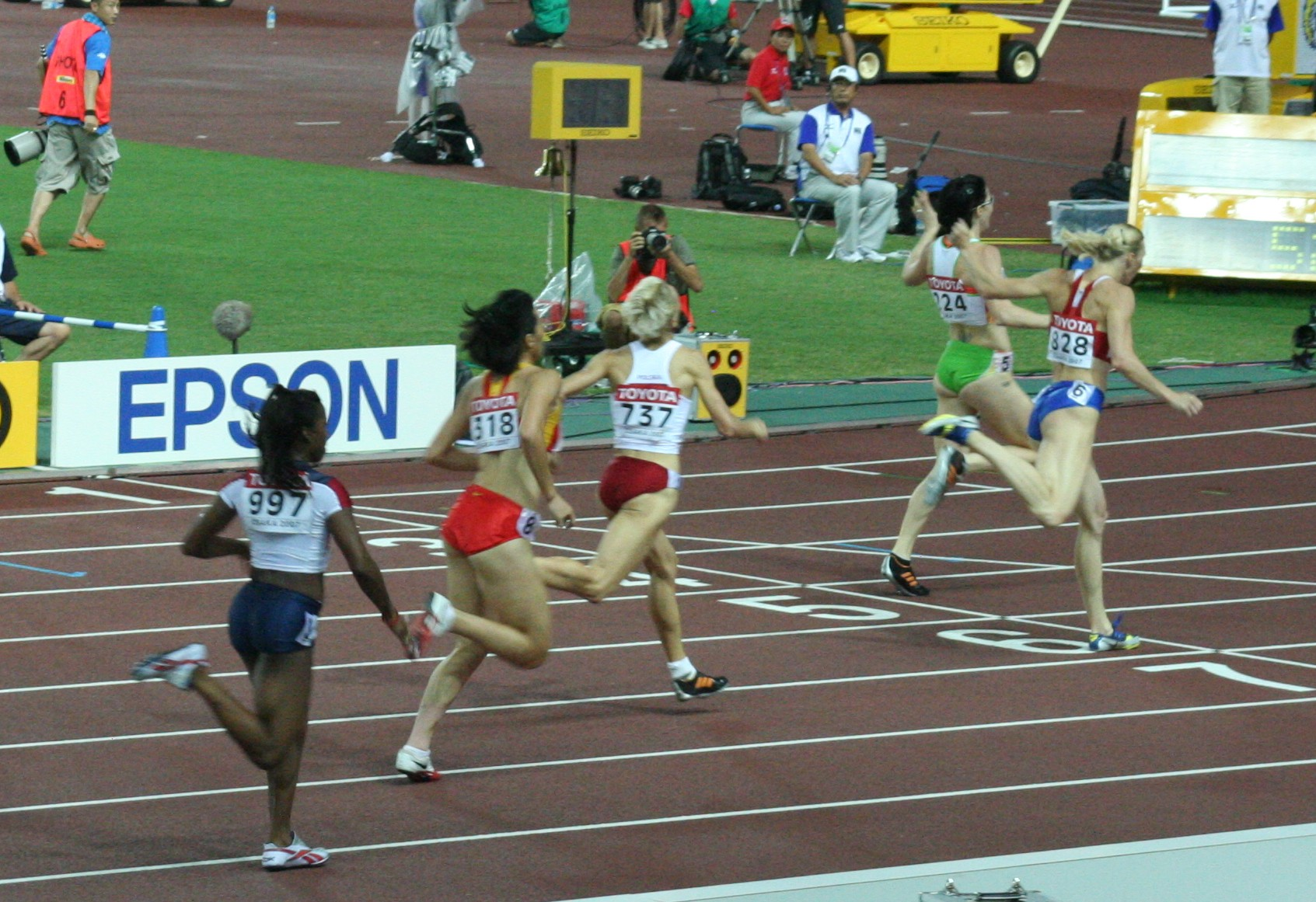
Jana Pittman pakt net de wereldtitel in Osaka

### Wederom blessures en wereldkampioen
Ook in 2007 werd Pittman weer geteisterd door blessures. Ze had een ontsteking aan de onderkant van haar voetzool, waardoor ze enkele weken niet kon trainen. Dit verhinderde haar niet om bij de WK in Osaka naar de overwinning te snellen in een tijd van 53,31.
Jana Pittman kondigde aan, dat ze na de Olympische Zomerspelen 2008 in Peking zou stoppen met haar sportcarrière om zich te gaan concentreren op haar gezinsleven. Aan dit toernooi kon ze uiteindelijk niet meedoen door een teenblessure. Op de beslissing om te stoppen met haar carrière kwam ze terug, maar wederom gooide een blessure, ditmaal aan haar hamstring, roet in het eten. Ze kon er haar wereldtitel niet door verdedigen.

### Wedstrijdloze periode
Pas in 2011 kwam Pittman weer terug op de wedstrijdbaan. Door blessures en operaties had ze onder andere de Gemenebestspelen van 2010 moeten missen. In april had ze haar comeback bij een wedstrijd binnen het Australische atletiekcircuit. Nadat ze haar trainingsintensiteit had verhoogd om zich klaar te stomen voor de WK van Daegu dat jaar, kreeg ze echter weer last van een blessure waar een operatie aan te pas moest komen. Om haar olympische droom niet in gevaar te brengen, besloot ze de WK langs zich heen te laten gaan. Maar ook dit kon verdere blessures niet voorkomen, waardoor inmiddels vaststaat dat zij ook aan de Olympische Spelen van Londen niet mee zal kunnen doen.
Haar droom om alsnog een gouden medaille te behalen heeft ze intussen niet laten varen: ze overweegt om over te stappen naar de 800 m, of in de voetsporen te treden van Kim Crow, een Australische roeister die net zoals Pittman ooit hordeloopster was.

## Titels
- Wereldkampioene 400 m horden - 2003, 2007
- Gemenebestkampioene 400 m horden - 2002, 2006
- Gemenebestkampioene 4 x 400 m - 2002, 2006
- Australisch kampioene 400 m horden - 2001, 2002, 2003
- Wereldkampioene junioren 400 m - 2000
- Wereldkampioene junioren 400 m horden - 2000
- Wereldkampioene B-junioren 400 m horden - 1999

## Persoonlijke records
| Onderdeel    | Prestatie | Datum            | Plaats    |
| ------------ | --------- | ---------------- | --------- |
| 100 m        | 11,94 s   | 24 november 2001 | Canberra  |
| 200 m        | 23,60 s   | 1 januari 1999   |           |
| 300 m        | 36,34 s   | 15 februari 2003 | Canberra  |
| 400 m        | 50,43 s   | 22 maart 2003    | Sydney    |
| 800 m        | 2.04,03   | 17 februari 2005 | Melbourne |
| 100 m horden | 13,92 s   | 1 januari 2000   |           |
| 400 m horden | 53,22 s   | 28 augustus 2003 | Parijs    |

## Palmares

### 400 m
- 2000:  WJK - 52,45 s

### 400 m horden
Kampioenschappen
- 1999:  WK B junioren - 57,87 s
- 2000:  WJK - 56,27 s
- 2000: 3e in serie OS - 56,76 s
- 2002:  Gemenebestspelen - 54,40 s
- 2002:  Wereldbeker - 55,15 s
- 2003:  WK - 53,22 s
- 2004: 5e OS - 53,92 s
- 2006:  Gemenebestspelen - 53,82 s
- 2007:  WK - 53,31 s
- 2007:  Wereldatletiekfinale - 54,19 s

Golden League-podiumplaatsen
- 2002:  Meeting Gaz de France - 54,58 s
- 2003:  Bislett Games - 54,42 s
- 2003:  Meeting Gaz de France - 54,55 s
- 2003:  Golden Gala - 53,62 s
- 2003:  ISTAF - 53,94 s
- 2003:  Weltklasse Zürich - 54,63 s
- 2004:  Golden Gala - 54,05 s
- 2005:  Meeting Gaz de France - 54,15 s
- 2005:  Golden Gala - 53,74 s
- 2007:  Meeting Gaz de France - 54,93 s
- 2007:  Golden Gala - 54,91 s

### 4 x 400 m
- 2000: 2e in serie OS - 3.24,05 (AR)
- 2002:  Gemenebestspelen - 3.25,63
- 2006:  Gemenebestspelen - 3.28,66

1980: Bärbel Broschat ·
1983: Jekaterina Fesenko ·
1987: Sabine Busch ·
1991: Tatjana Ledovskaja ·
1993: Sally Gunnell ·
1995: Kim Batten ·
1997: Nezha Bidouane ·
1999: Daimí Pernía ·
2001: Nezha Bidouane ·
2003: Jana Pittman ·
2005: Joelia Petsjonkina ·
2007: Jana Rawlinson ·
2009: Melaine Walker ·
2011: Lashinda Demus ·
2013: Zuzana Hejnová ·
2015: Zuzana Hejnová ·
2017: Kori Carter ·
2019: Dalilah Muhammad ·
2022: Sydney McLaughlin  ·
2023: Femke Bol